# Rainureuse
 (août 2013).
Si vous disposez d'ouvrages ou d'articles de référence ou si vous connaissez des sites web de qualité traitant du thème abordé ici, merci de compléter l'article en donnant les références utiles à sa vérifiabilité et en les liant à la section « Notes et références ».

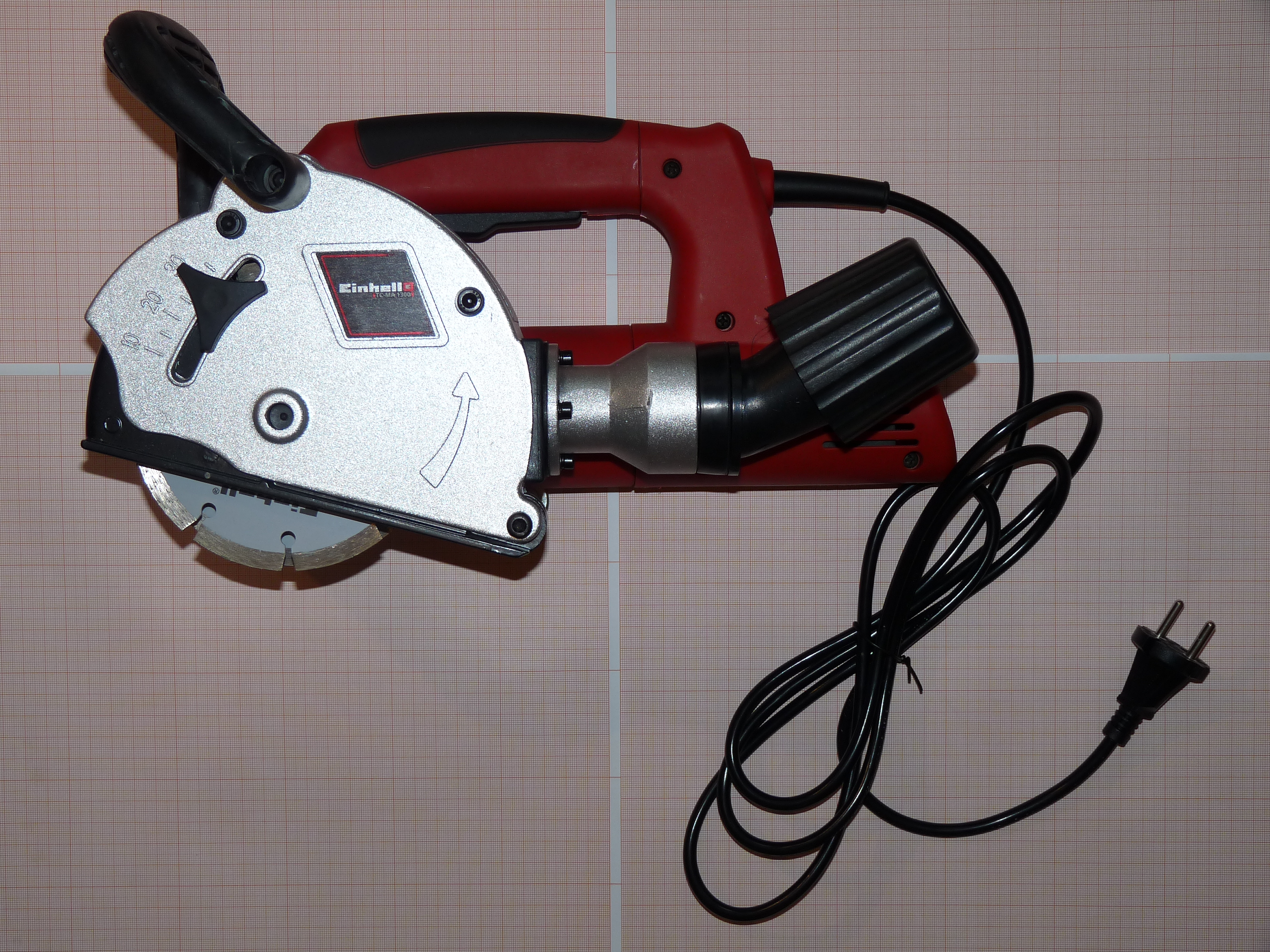
Rainureuse

La rainureuse est l'outil recommandé pour réaliser des saignées dans les murs de béton, de brique, de plâtre ou de bois.
Une rainureuse est utilisée en plomberie pour encastrer des conduites et en électricité pour les gaines.
Il existe principalement deux types de rainureuses, celles équipées de disques et celles à fraise,.
Elle peut être équipée d'un sac, voir d'une solution pour la relier à un aspirateur.

## Rainureuse à disque
La rainureuse à disque ressemble beaucoup à une scie circulaire plongeante. La largeur entre les lames et la profondeur de coupe définissent les dimensions de la rainure. La matière de la cloison est quant à elle impactante pour la matière, le diamètre des disques et la vitesse de rotation. Les disques sont principalement à segments diamantés.

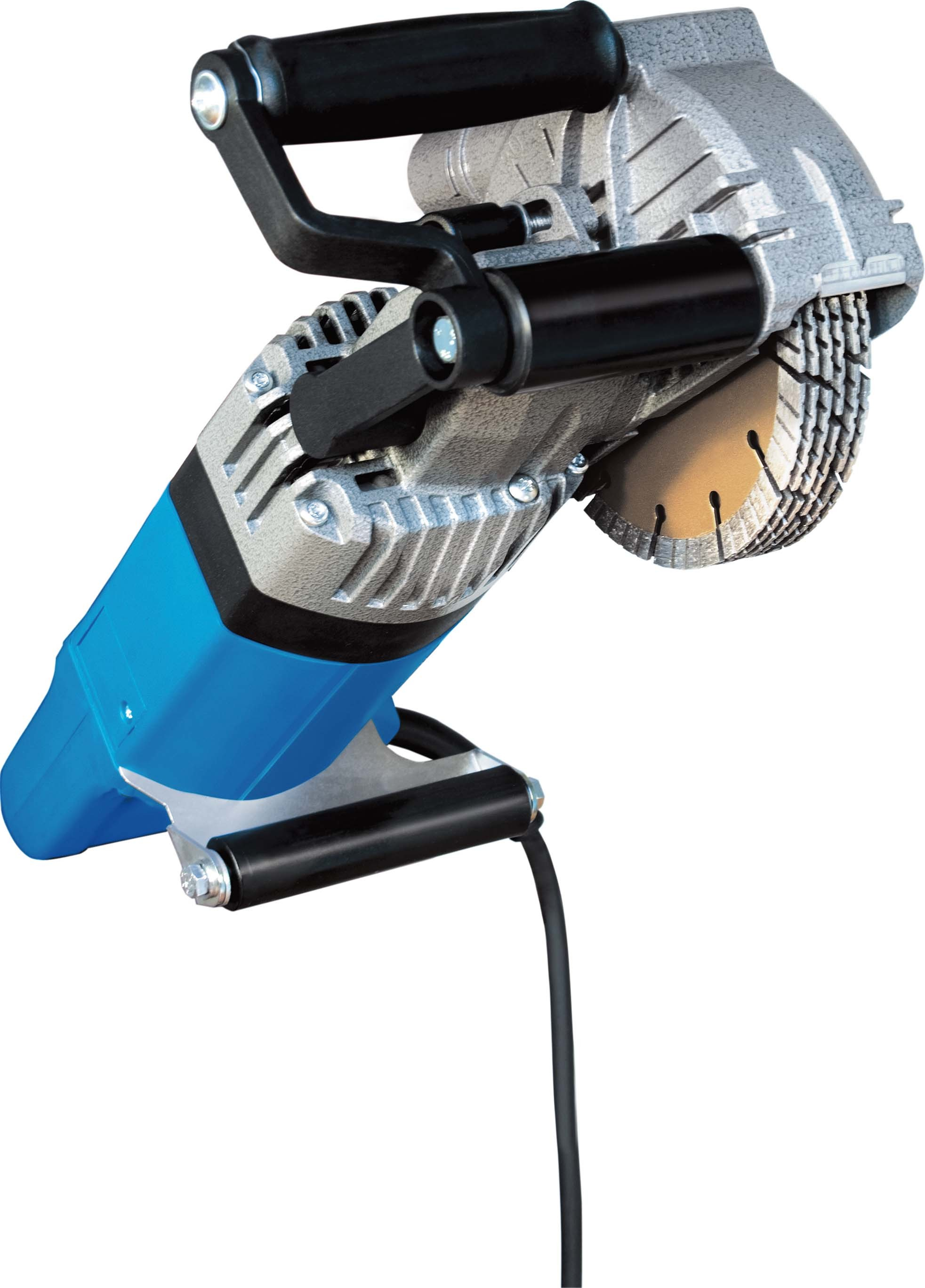
Rainureuse à six disques

Pour les matières les plus dures, au lieu d'écarter deux disques et d'arracher le fond de la gorge, on ajoute des disques sur toutes la largeur de la saignée, jusqu'à 6 disques, ainsi le fond de la gorge est usiné lui aussi.

## Rainureuse à fraise
Une rainureuse à fraise ressemble à une défonceuse. Elles ne peuvent être utilisées que sur des matières tendres, telles que le plâtre ou le bois.
Les avantages d'une rainureuse à fraise par rapport à une rainureuse à disque sont une meilleure maniabilité. Il n'est pas nécessaire de tenir l'outil à deux mains, les angles de la saignée peuvent être plus serrés et le fond de la gorge est usiné aussi.